# Эльютера
Эльюте́ра, Элеуте́ра (англ. Eleuthera) — остров в составе Багамских островов, расположенный в 80 километрах (49.71 милях) к востоку от Нассау. Название происходит от греч. ελεύθερος — «свободный».
Население — 7826 человек (перепись 2010 г.).

## География
Остров Эльютера очень длинный и узкий — 180 км в длину и местами около 2 км в ширину. Площадь — 484 км² (518 км² — включая острова Харбор-Айленд и Спэниш-Уэллс).

## История
Первоначальные жители острова: «таино» или араваки (лукаяны) — были почти все вывезены испанцами для работы в рудниках Эспаньолы, где они к 1550 году вымерли. Считается, что остров оставался необитаемым до прибытия первых европейских переселенцев, известных как «эльютерские искатели приключений», которые дали острову его нынешнее имя. По некоторым сведениям, Христофор Колумб мог высадиться на Эльютере раньше других островов Вест-Индии.
Остров процветал в период с 1950 по 1980 гг., привлекая ряд известных американских промышленников, таких как Артур Вайнинг Дэвис, Генри Кайзер и Хуан Трипп. Среди частых посетителей острова были кинозвезды вроде Роберта Де Ниро, а также принц Чарльз и беременная принцесса Диана.
Из-за изменения политики в отношении иностранной собственности после обретения Багамами независимости в 1973 году все крупные курорты и сельхозпредприятия были брошены или вынужденно проданы багамцам, пользующимся расположением правительства. В силу трудностей новообразованного государства некоторые предприятия разорились в периоде 1980—1985 гг. Сегодня на острове есть ряд заброшенных курортов, среди которых «Рок Саунд Клаб», «Клаб Мед» в Губернаторской гавани и «Кейп Эльютера Ризорт».
Большая часть курортов нынешней Эльютеры находится на близлежащем островке Харбор (Гавань), хотя несколько курортов остаётся на самом острове. Примерно с 2004 года интерес к Эльютере начал расти. По состоянию на 2006 год под строительство на суше планируется ряд проектов, в том числе принадлежащий багамскому капиталу курорт стоимостью 300 млн долларов США в Коттон-Бей и новый строительный проект в Пауэлл Пойнте, Кейп-Эльютера.

## Административное деление
Остров Эльютера административно разделён на три района:
- Центральный Эльютера (Central Eleuthera);
- Северный Эльютера (North Eleuthera);
- Южный Эльютера (South Eleuthera).

Ещё два района составляют близлежащие острова:
- Харбор-Айленд (Harbour Island);
- Спэниш-Уэллс (Spanish Wells).

## Достопримечательности
Остров Харбор и Спэниш-Уэллс привлекает людей, интересующихся историей, а также любителей природы. Среди памятников природы — Гласс-Уиндоу-Бридж (англ. Glass Window Bridge), пещеры залива Хэтчет-Бей (англ. Hatchet Bay) и пляж серфингистов (англ. Surfer's Beach) на севере, Оушн-Хоул (англ. Ocean Hole) и пляж Лайтхаус-Бич (англ. Lighthouse Beach) на южном конце острова. Для любителей истории интерес представляет пещера Священника (англ. Preacher's Cave) в северной части острова, где в середине XVII века жили алюторские искатели приключений и где на недавних раскопках были найдены погребения араваков. На острове находится множество курортов, специально для пассажиров круизных лайнеров работает курорт Принцесс Кейс.
Основные населённые пункты — Говернорс-Харбор (англ. Governor's Harbour) (административный центр), Рок-Саунд (англ. Rock Sound), Тарпум-Бей (англ. Tarpum Bay) (последний сохранившийся рыбацкий посёлок), Харбор-Айленд (англ. Harbour Island) с розовыми песчаными пляжами и Спэниш-Уэллс. Остров славится своими ананасами, в городе Грегори-Таун ежегодно проводится ананасовый фестиваль.
Южнее Дип-Крик (Глубокий ручей) Фонд «Кейп-Эльютера» (англ. Cape Eleuthera Foundation), основанный Крисом Мэкси из элитной школы Лоренсвилль штата Нью-Джерси (США), создает острову репутацию исследовательского центра. Под эгидой фонда на территории островной школы старшеклассникам предлагается семестровая программа, а также оборудование для проведения исследований по учебному плану колледжа через Институт Кейп-Эльютера (англ. Cape Eleuthera Institute), где была открыта первая межсистемная линия «Солнечные панели энергосистемы на Багамах».